# Achatodes juanae
Achatodes juanae là một loài bướm đêm trong họ Noctuidae.